# 九鬼隆律
九鬼 隆律（くき たかのり）は、摂津三田藩の第3代藩主。九鬼氏15代当主。

## 生涯
因幡鳥取藩主池田光仲の三男として因幡国に生まれる。摂津三田藩主の九鬼隆昌に男児がなかったため、寛文9年（1669年）にその婿養子となって家督を継いだ。養父と実父より1字ずつ与えられ隆仲（たかなか）を名乗り、のち隆律に改名する。幕命に基づいて畿内や西国における検地などを行なっている。貞享3年（1686年）6月6日、30歳で死去し、正室の従弟で初代藩主久隆の外孫の副隆が養嗣子として跡を継いだ。

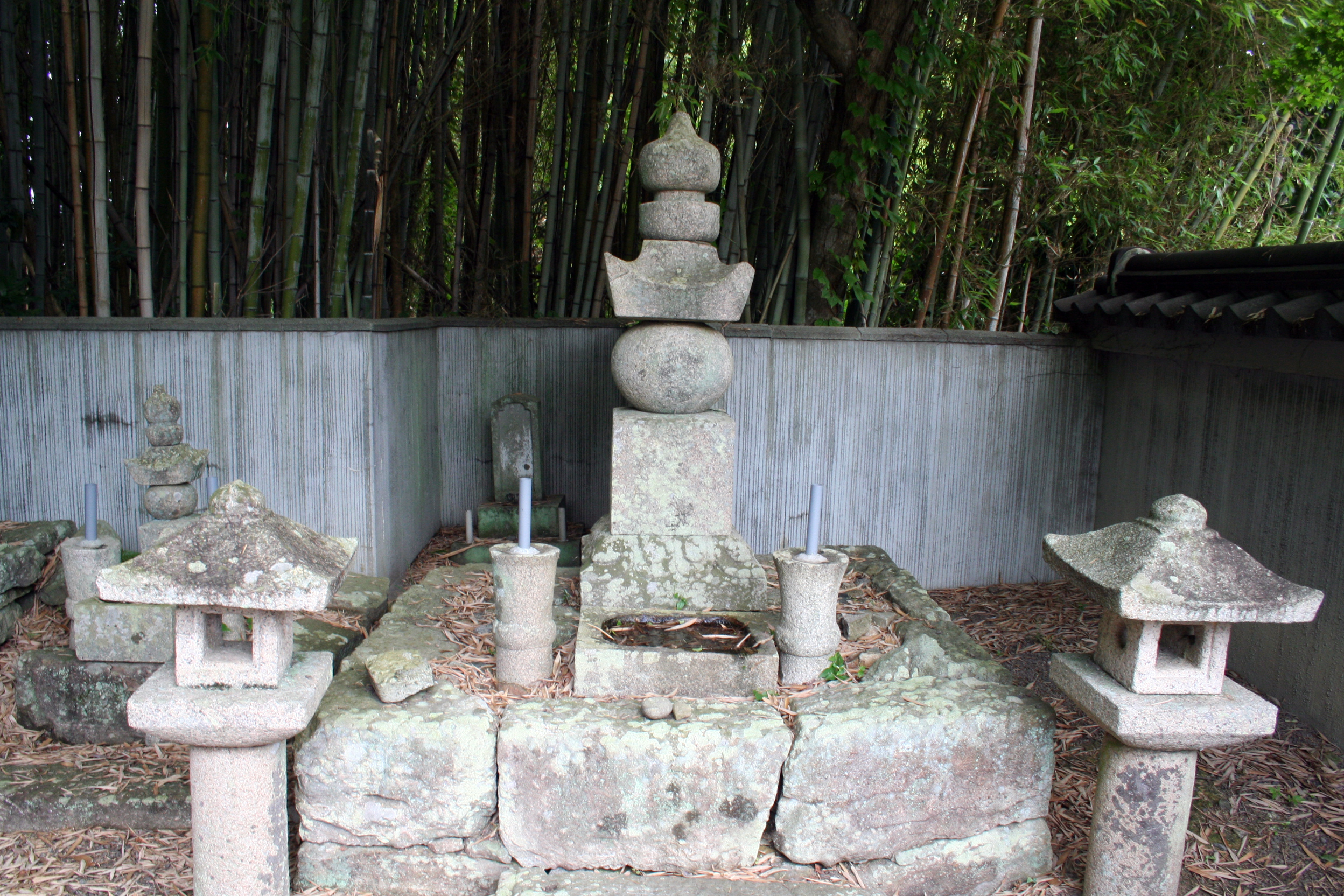
九鬼隆律の墓（心月院）